# 濁積流
濁積流（英語：turbidity current）是一種富含懸浮固體顆粒的高密度水流，其密度大於周圍海水，在重力驅動下順坡向下流動，多發生於大陸邊緣地區，常受地震、滑坡、風浪等因素觸發，是將陸源物質由淺海輸送到深海的重要機制，可在大陸邊緣或洋盆區形成濁流沉積。
在最典型的海洋濁積流情況下，位於傾斜地面上的載有沉積物的水將向山下流動，因為它們的密度高於鄰近水域。濁積流背後的驅動力是重力作用，來於暫時懸浮在流體中的沉積物。這些半懸浮固體使含沉積物的水的平均密度大於周圍水的平均密度。當這樣的水流流動時，它們通常會產生“滾雪球效應”，因為它們會攪動它們流過的地面，並聚集更多的沉積顆粒在它們的水流中。它們流過的地面會被沖刷和侵蝕。一旦濁積流流到達深海平原（主要洋底）較平坦區域的較平靜的水域，攜帶的顆粒就會從水中沉澱出來。濁積流的沉積物稱為濁積岩。